# Кондратьева, Любовь Кондратьевна
Любовь Кондратьевна Кондра́тьева (21 августа 1939 года, село Березань-16 июня 2005 года) — передовик производства, ткачиха Дарницкого шёлкового комбината Министерства текстильной промышленности Украинской ССР в Киеве, Украинская ССР. Герой Социалистического Труда (1977). Лауреат Государственной премии СССР (1976). Депутат Верховного Совета УССР 10 — 11 созывов.

## Биография
Родилась 7 мая 1916 года в крестьянской семье в селе Березань (сегодня — город Березань Киевской области). Получила среднее специальное образование.
С 1958 года работала ткачихой Дарницкого шёлкового комбината имени 60-летия Великой Октябрьской социалистической революции в Киеве. Достигла значительных успехов в выполнении и перевыполнении производственных планов и социалистических обязательств. Была инициатором движения за расширение зоны обслуживания станков и внедрения передовых методов труда. В начале 1976 года вместе с ткачихами Анной Золотовой и Прасковьей Волковинской включилась в социалистическое соревнование за достойную встречу XXV съезда КПСС. Группа этих ткачих обязалась с февраля 1976 года освоить 104 ткацких станка при отраслевой норме в 40 станков. 19 мая 1976 года ткачихи рапортовали ЦК КПУ о выполнении своего обязательства. Это трудовое достижение стало наивысшим показателем в текстильной промышленности СССР.
В 1976 году была удостоена Государственной премии СССР «за совершенствование трудовых процессов, расширения зон обслуживания, совмещения профессий, внедрения передовых методов труда» и в 1977 году — звания Героя Социалистического Труда за выдающиеся трудовые достижения.
В 1977 году вступила в КПСС. Избиралась депутатом Верховного Совета УССР 10 — 11 созывов.
После выхода на пенсию проживала в Киеве.

## Награды
- Герой Социалистического Труда — указом Президиума Верховного Совета СССР от 12 мая 1977 года
- Орден Ленина — дважды
- Государственная премия СССР (1976)